# Senseless
Senseless ist eine US-amerikanische Filmkomödie von Penelope Spheeris aus dem Jahr 1998.

## Handlung
Darryl Witherspoon studiert Wirtschaftswissenschaften. Da er Geld braucht, willigt er der Teilnahme an einem wissenschaftlichen Experiment ein, für die er 3.000 US-Dollar erhalten soll. Witherspoon wird ein Mittel injiziert, das die Sinne verstärkt. Er wird an der Universität erfolgreicher und kann die begehrte Janice auf sich aufmerksam machen.
Witherspoon nimmt an einem Wettbewerb um den hoch dotierten Posten eines Junioranalysten eines Finanzunternehmens teil. Vor dem Wettbewerb nimmt er die doppelte Dosis des Mittels ein, um seine Sinne stärker zu schärfen. Die Folge ist jedoch nicht eine Sinnesverstärkung, sondern durch eine Reizüberflutung verursachte temporäre Verlust eines seiner fünf Sinne. Während eines Basketballspiels der NBA, die er gemeinsam mit den Managern des Unternehmens besucht, ruft er nach Bier gerade als die Nationalhymne gespielt wird. Daraufhin setzt er sich irrtümlich auf die Spielerbank und erlaubt sich beleidigende Bemerkungen über den Spieler Patrick Ewing, der direkt neben ihm sitzt.
Lorraine, eine Freundin von Janice, versucht, Witherspoon zu verführen. Diesmal versagt Witherspoons Motorik. Die wütende Janice glaubt ihm später nicht, dass er sie nicht mit ihrer Freundin betrogen habe.
Witherspoon bekommt den Job, gibt jedoch öffentlich zu, dass er im Wettbewerb mogelte, indem er an einer Medikamentenstudie teilnahm. Daraufhin versöhnt er sich mit Janice und bekommt einen Posten in der Poststelle des Unternehmens, in der auch Janice Vater begann, bevor er sich innerhalb des Unternehmens empor arbeitete. Nach einem Jahr wird er zum Junioranalysten befördert.

## Kritiken
Roger Ebert schrieb in der Chicago Sun-Times vom 20. Februar 1998, der Film sei ein „Jim-Carrey-Film“, der darum kämpfe, ein Film von Penelope Spheeris zu sein und diesen Kampf verliere. Die Regisseurin finde keinen einheitlichen Ton.
Das Lexikon des internationalen Films bezeichnete den Film als „unverbindlichen Klamauk ohne jeden Anspruch“. Er scheitere genauso „an dem untalentierten Hauptdarsteller“ wie auch „an der uninspirierten Geschichte“.

## Hintergrund
Der Film wurde in Los Angeles gedreht und hat in den US-amerikanischen Kinos in etwa 13 Millionen US-Dollar eingespielt.